# Vilajuïga (kommunhuvudort)
Vilajuïga är en kommunhuvudort i Spanien.   Den ligger i provinsen Província de Girona och regionen Katalonien, i den östra delen av landet, 600 km öster om huvudstaden Madrid. Vilajuïga ligger 32 meter över havet och antalet invånare är 1 057.
Terrängen runt Vilajuïga är platt åt sydväst, men åt nordost är den kuperad.  Närmaste större samhälle är Figueres, 12,6 km sydväst om Vilajuïga. Trakten runt Vilajuïga består till största delen av jordbruksmark.